# (1711) Sandrine
(1711) Sandrine ist ein Asteroid des Hauptgürtels, der am 29. Januar 1935 vom belgischen Astronomen Eugène Joseph Delporte in Ukkel entdeckt wurde.
Der Asteroid ist der Großnichte des französischen Astronomen Georges Roland gewidmet.